# Agylla auranticaria
Agylla auranticaria là một loài bướm đêm thuộc phân họ Arctiinae, họ Erebidae.